# Coenyra rufiplaga
Coenyra rufiplaga is een vlinder uit de onderfamilie Satyrinae van de familie Nymphalidae. De wetenschappelijke naam van de soort is voor het eerst geldig gepubliceerd in 1906 door Roland Trimen.
De vlinder komt voor in Zuid-Afrika. De spanwijdte is 32-36 mm voor mannetjes en 34-38 mm voor vrouwtjes. Over het algemeen vliegen de volwassen exemplaren uit tussen oktober en mei.